# Comitatul Pingyuan, Shandong
Comitatul Pingyuan (în chineză simplificată: 平原县; chineză tradițională: 平原縣; pinyin: Píngyuán Xiàn) este un comitat din nord-vestul provinciei Shandong, Republica Populară Chineză. Este administrat de orașul prefectoral Dezhou⁠(d). Are o suprafață de 1,050 km2.

## Istorie
La sfârșitul dinastiei Han, Liu Bei și-a început cariera politică ca prefect al Comanderiei Pingyuan. Orașul a fost unul dintre începuturile pentru Răscoala Boxerilor.
Populația sa era de 437.584 de locuitori în 1999.

## Diviziuni administrative
Din 2012, acest comitat este împărțit în 2 subdistricte, 7 orașe și 3 municipii.
Subdistricte
- Subdistrictul Longmen (龙门街道)
- Subdistrictul Taoyuan (桃园街道)

Orașe 
- Wangfenglou⁠(d) (王凤楼镇)
- Qiancao⁠(d) (前曹镇)
- Encheng⁠(d) (恩城镇)
- Wangmiao⁠(d) (王庙镇)
- Wanggaopu⁠(d) (王杲铺镇)
- Zhanghua⁠(d) (张华镇)
- Jiaozhan⁠(d) (腰站镇)

Municipii
- Municipiul Fangzi (坊子乡)
- Municipiul Wangdagua (王打卦乡)
- Municipiul Santang (三唐乡)

## Clima
| Date climatice pentru Pingyuan (1991–2020 normals) | Date climatice pentru Pingyuan (1991–2020 normals) | Date climatice pentru Pingyuan (1991–2020 normals) | Date climatice pentru Pingyuan (1991–2020 normals) | Date climatice pentru Pingyuan (1991–2020 normals) | Date climatice pentru Pingyuan (1991–2020 normals) | Date climatice pentru Pingyuan (1991–2020 normals) | Date climatice pentru Pingyuan (1991–2020 normals) | Date climatice pentru Pingyuan (1991–2020 normals) | Date climatice pentru Pingyuan (1991–2020 normals) | Date climatice pentru Pingyuan (1991–2020 normals) | Date climatice pentru Pingyuan (1991–2020 normals) | Date climatice pentru Pingyuan (1991–2020 normals) | Date climatice pentru Pingyuan (1991–2020 normals) |
| Luna                                               | Ian                                                | Feb                                                | Mar                                                | Apr                                                | Mai                                                | Iun                                                | Iul                                                | Aug                                                | Sep                                                | Oct                                                | Nov                                                | Dec                                                | Anual                                              |
| -------------------------------------------------- | -------------------------------------------------- | -------------------------------------------------- | -------------------------------------------------- | -------------------------------------------------- | -------------------------------------------------- | -------------------------------------------------- | -------------------------------------------------- | -------------------------------------------------- | -------------------------------------------------- | -------------------------------------------------- | -------------------------------------------------- | -------------------------------------------------- | -------------------------------------------------- |
| Maxima medie °C (°F)                               | 3.6 (38,5)                                         | 7.6 (45,7)                                         | 14.2 (57,6)                                        | 20.8 (69,4)                                        | 26.6 (79,9)                                        | 31.7 (89,1)                                        | 32.0 (89,6)                                        | 30.4 (86,7)                                        | 27.0 (80,6)                                        | 21.0 (69,8)                                        | 12.2 (54)                                          | 5.2 (41,4)                                         | 19,36 (66,84)                                      |
| Media zilnică °C (°F)                              | −1.9 (28,6)                                        | 1.6 (34,9)                                         | 7.9 (46,2)                                         | 14.6 (58,3)                                        | 20.5 (68,9)                                        | 25.5 (77,9)                                        | 27.1 (80,8)                                        | 25.6 (78,1)                                        | 20.9 (69,6)                                        | 14.4 (57,9)                                        | 6.4 (43,5)                                         | −0.1 (31,8)                                        | 13,54 (56,38)                                      |
| Minima medie °C (°F)                               | −6 (21,2)                                          | −2.9 (26,8)                                        | 2.8 (37)                                           | 9.1 (48,4)                                         | 14.8 (58,6)                                        | 20.0 (68)                                          | 23.0 (73,4)                                        | 21.8 (71,2)                                        | 16.2 (61,2)                                        | 9.4 (48,9)                                         | 2.1 (35,8)                                         | −3.9 (25)                                          | 8,87 (47,96)                                       |
| Precipitații mm (inches)                           | 3.4 (0.134)                                        | 9.2 (0.362)                                        | 8.8 (0.346)                                        | 28.8 (1.134)                                       | 44.2 (1.74)                                        | 75.3 (2.965)                                       | 161.4 (6.354)                                      | 145.7 (5.736)                                      | 40.4 (1.591)                                       | 29.3 (1.154)                                       | 16.3 (0.642)                                       | 4.2 (0.165)                                        | 567 (22,32)                                        |
| Umiditate [%]                                      | 59                                                 | 55                                                 | 53                                                 | 58                                                 | 63                                                 | 62                                                 | 77                                                 | 82                                                 | 75                                                 | 68                                                 | 66                                                 | 63                                                 | 65,1                                               |
| Nr. de zile cu precipitații (≥ 0.1 mm)             | 2.1                                                | 3.2                                                | 2.7                                                | 5.1                                                | 6.3                                                | 7.5                                                | 10.7                                               | 9.6                                                | 6.1                                                | 5.0                                                | 3.9                                                | 2.2                                                | 64,4                                               |
| Nr. mediu de zile cu ninsoare                      | 2.6                                                | 2.7                                                | 0.8                                                | 0.2                                                | 0                                                  | 0                                                  | 0                                                  | 0                                                  | 0                                                  | 0                                                  | 0.9                                                | 1.8                                                | 9                                                  |
| Ore însorite                                       | 167.5                                              | 167.2                                              | 220.7                                              | 241.5                                              | 270.9                                              | 240.3                                              | 203.9                                              | 199.7                                              | 198.1                                              | 195.7                                              | 161.7                                              | 156.7                                              | 2.423,9                                            |
| Sursă: Administrația Meteorologică din China       |                                                    |                                                    |                                                    |                                                    |                                                    |                                                    |                                                    |                                                    |                                                    |                                                    |                                                    |                                                    |                                                    |